# Тылвэр, Ангел
Ангел Тылвэр (рум. Angel Tîlvăr; 11 февраля 1962, Урекешти, Вранча, СР Румыния)— румынский политический и государственный деятель, Министр национальной обороны Румынии с 31 октября 2022 года. Сенатор Румынии (2004—2008 и с 2020).

## Биография
Сын бывшего руководителя местного Управления госбезопасности контрразведки  Секуритате.
В 1985 году окончил филологический факультет Бухарестского университета. В 1985—2004 годах работал учителем английского языка в школе города Бырлад.
Продолжил учёбу в Национальной школе политических и административных исследований (1993—1995).
В 2004 году окончил аспирантуру Национального колледжа обороны, в 2012 году — Национальную академию информации «Михая Храброго» и Румынский дипломатический институт.
Кандидат гуманитарных наук (2012, Ясский университет), доктор гуманитарных наук.
Член Социал-демократической партии Румынии. Сенатор.
С 2008 до 2020 года — депутат законодательного собрания. Был членом парламентских групп дружбы с Республикой Кот-д'Ивуар и Эстонской Республикой, членом Комитета по образованию, науке, молодежи и спорту и его секретарем, Комитета по культуре, искусству и средствам массовой информации и Комитета по правам человека, религиям и меньшинствам.
В декабре 2014 — ноябре 2015 — министр без портфеля по связям с румынами за рубежом (министерство иностранных дел). Ушёл в отставку вместе со всем правительством после трагического пожара 30 октября 2015 года в клубе Colectiv Бухареста.
31 октября 2022 года назначен на пост Министра национальной обороны Румынии, сменив Василе Дынку, который подал в отставку после скандала с заявлением о переговорах с Россией как единственном шансе на установление мира на Украине.
Женат, имеет одного ребёнка.